# Капсаицин
Капсаицинът (химическо наименование: 8-метил-N-ванилил-6-ноненамид) е активното вещество на лютите чушки – растения от род Capsicum. Той има дразнещо действие у бозайниците, в това число хората, и създава парливо усещане в тъканите, с които влезе в контакт, особено лигавиците. Капсаицинът и някои подобни химически вещества, наречени капсаициноиди, принадлежат към семейството на ванилоидите; произвеждат се в лютите чушки като вторични метаболити, вероятно като защитен механизъм срещу определени животни и гъби. Чистият капсаицин е безцветно и хидрофобно вещество с остър мирис.
Капсаицинът се намира в най-големи количества в плацентната тъкан на лютите чушки – ципите във вътрешността им, за които се крепят семената, и в по-малка степен в месестата част на чушките. Самите семена не съдържат никакъв капсаицин.
Семената на растенията от род Capsicum се разпространяват в природата предимно от птици, тъй като те не усещат лютото за разлика от бозайниците. Освен това семената преминават през храносмилателната система на птиците, без да бъдат увредени, докато бозайниците могат да ги сдъвчат със зъбите си. Смята се, че естественият отбор е довел до повишаване производството на капсаицин у лютите чушки като механизъм, предотвратяващ консумацията им от животни, които не спомагат за възпроизвеждането на растението. Има някои доказателства, че капсаицинът може да се е развил и като противогъбичен агент: патогенът по гъбите Fusarium, който поразява дивите люти чушки, не понася капсаицин, а това ограничава вредите, нанасяни от него на семената на чушките.

## Употреба
Кулинария
Заради парливото усещане, което капсаицинът предизвиква при допир с лигавицата, той обичайно се използва в хранително-вкусовата промишленост за придаване на остър вкус на различни храни. Във високи концентрации капсаицинът предизвиква парене и при други чувствителни части от тялото, като кожата и очите. Степента на лютивина на храната се измерва по т.нар. скала на Сковил.
Медицина
Капсаицинът се използва като обезболяващо средство в различни мазила, спрейове за нос и кожни пластири (например „Капсипласт“), обикновено в концентрации между 0,025% и 0,1%. Може да се прилага като крем за временно облекчаване на болки в мускулите и ставите (артрит), при болки в гърба, навяхвания и изкълчвания. Използва се и за облекчаване на симптомите на периферната невропатия.
Няма достатъчно силни клинични доказателства, че консумацията на капсаицин помага при затлъстяване, диабет, рак и сърдечно-съдови заболявания.
Самозащита и защита от вредители
Капсаицинът е активната съставка на различни люти спрейове, използвани за самозащита и контрол на масови безредици. Когато попадне в досег с кожата, лигавицата на дихателните пътища и особено с очите, спреят предизвиква болка, сълзене и затруднения в дишането.
Капсаицинът се използва и в защитата от бозайници вредители като полевки, елени, зайци, катерици, мечки, насекоми, агресивни кучета. В Африка капсаицинът се използва в производството на средства за защита на посевите и насажденията от слоновете, които са защитен вид и забранени за отстрелване. Обаче според доклад, публикуван в Journal of Environmental Science and Health през 2006 година, „въпреки че извлекът от люти чушки е широко разпространена съставка на домакинските и градинските средства за борба с вредителите, не е ясно дали капсаициноидите в извлеците са отговорни за ефективността на тази защита“.
Конни спортове
Капсаицинът е забранено вещество в конните спортове, заради хиперсензитизиращия и болкоуспокояващия ефект. По време на Летните олимпийски игри през 2008 година четири коня се оказват с положителни тестове за капсаицин и са дисквалифицирани от състезанието.